# Elektrischer Feldgradient
Der elektrische Feldgradient ist eine physikalische Messgröße, die die Änderung des Feldes am Ort eines Atomkerns beschreibt. Er wird in der Nuklearen Festkörperphysik zur Charakterisierung von Materialien über die Hyperfeinwechselwirkung gemessen und ist wesentlich für das Verständnis der lokalen Struktur. Er kann theoretisch mit der Dichtefunktionaltheorie berechnet werden.

## Definition
Die Energie der elektrischen Hyperfeinwechselwirkung zwischen der Ladungsverteilung des Kerns und dem extranuklearen statischen elektrischen Feld kann zu Multipolen erweitert werden. Der Monopolterm bewirkt lediglich eine Energieverschiebung und der Dipolterm verschwindet, sodass der erste relevante Expansionsterm der Quadrupolterm ist:
{\displaystyle E_{Q}=\sum _{ij}Q_{ij}V_{ij}}     ij=1;2;3
Dieser kann als Produkt des Quadrupolmomentes {\displaystyle Q_{ij}} und des elektrischen Feldgradienten {\displaystyle V_{ij}} geschrieben werden. Beide Tensoren sind von zweiter Ordnung. Höhere Ordnungen haben einen zu kleinen Effekt, um mit  PAC gemessen werden zu können.
Der elektrische Feldgradient ist die zweite Ableitung des elektrischen Potentials {\displaystyle \Phi ({\vec {r}})} am Kern:
{\displaystyle V_{ij}={\frac {\partial ^{2}\Phi ({\vec {r}})}{\partial x_{i}\partial x_{j}}}={\begin{pmatrix}V_{xx}&0&0\\0&V_{yy}&0\\0&0&V_{zz}\\\end{pmatrix}}}
{\displaystyle V_{ij}} wird so diagonalisiert, dass:
{\displaystyle |V_{zz}|\geq |V_{yy}|\geq |V_{xx}|}
Die Matrix ist spurenfrei im Hauptachsensystem (Laplace-Gleichung):
{\displaystyle V_{xx}+V_{yy}+V_{zz}=0}
Üblicherweise wird der elektrische Feldgradient mit dem größten Anteil {\displaystyle V_{zz}} und {\displaystyle \eta } definiert:
{\displaystyle \eta ={\frac {V_{xx}-V_{yy}}{V_{zz}}}},        {\displaystyle 0\leq \eta \leq 1}

## Messmethoden
Der elektrische Feldgradient kann mit Methoden der Nuklearen Festkörperphysik direkt gemessen werden: Mößbauer-, PAC-, NMR- und Myonenspinspektroskopie. Auch in der Molekülspektroskopie ist der elektrische Feldgradient über die Hyperfeinstruktur der Rotationsübergänge zugänglich.